# يوسف ميلو

أبراهام بن يوسف ويوسف ميلو، في "روميو وجولييت" لشكسبير في مسرح كاميري في تل أبيب، نوفمبر 1957

يوسف (بيبو) ميلو (بسوفسكي) (29 مايو 1916-2 فبراير 1997) هو ممثل ومخرج إسرائيلي، وأحد مؤسسي مسرح كاميري. حصل على جائزة إسرائيل في مجال المسرح لعام 1968.

## حياته
ولد ميلو جوزيف بوسوفسكي في براغ التي كانت وقتها جزءا من الإمبراطورية النمساوية المجرية (وأصبحت بعد الحرب العالمية الأولى، عاصمة تشيكوسلوفاكيا). وأمه هي تشايا (المولودة بلقب كزندورف) وأبوه هو غابرييل ريتشارد بوسوفسكي والذي كان يعمل مهندسا معماريا، وشارك في بناء مباني في تل أبيب في عشرينيات القرن الماضي. كما كان الرئيس المؤسس لنقابة المهندسين والمعماريين في إسرائيل.
وفي عام 1920 هاجر إلى أرض إسرائيل مع عائلته واستقروا في تل أبيب. وفي عام 1929 عادت الأسرة إلى براغ، وبعد حوالي خمس سنوات عادت إلى إسرائيل. وتخرج ميلو من ثانوية هرتسليا العبرية في تل أبيب. وتزوج يميما ابنة شوشانا بيرزيتس.
خطى ميلو أولى خطواته على خشبة المسرح في فرقة مسرحية تابعة «اتحاد مكابي العالمي» في حيفا.
وفي عام 1944 أسس مع آخرين منهم زوجته يميما ميلو، فرقة مسرحية سميت فيما بعد مسرح كاميري.
وعمل مديرا لمسرح كاميري في السنوات الخمس الأولى من بدايته. فأخرج نصف مسرحياته التي بلغت خمسة وعشرون مسرحية.
وفي عام 1961 أسس مسرح حيفا. وفي ذلك الوقت عُرض عليه إنشاء مسرح التخنيون، لكنه رفض. وفي الستينيات، ألقى يوسف ميلو محاضرات رائعة عن المسرح والسينما في العلوم الإنسانية في التخنيون في حيفا.
وفي عام 1967، أخرج فيلمه الوحيد بعنوان «ذهب إلى الحقول» المأخوذ عن قصة موشيه شامير، بطولة عاصي ديان وإيريس يوتفات.و لعب دور البطولة في الفيلم بصفته والد أوري (عاصي ديان). وكان الفيلم حدثًا كبيرًا في ذلك الوقت، لكن النقاد انقسموا حول جودته.
في عام 1968 نال جائزة إسرائيل عن عمله في مجال المسرح.
لعب ميلو دور البطولة في فيلم إيثان جرين الناجح «حتى نهاية الليل» في عام 1984، ولعب فيه دور مهاجر مسيحي منطوي لا يتأقلم مع المجتمع الذي عاش فيه لأكثر من ثلاثين عامًا بينما يلعب عاصي ديان دور ابنه، فقد انعزل شاليف ووقع في حالة نفسية سيئة بسبب جريمة ارتكبها في لبنان، ويخوض في الحياة الليلية في تل أبيب في رحلة هلوسة من الكحول والعنف والجريمة والخيانة.
وقبل وفاته بفترة وجيزة، في عام 1996، شارك في الموسم الرابع والأخير من المسلسل التلفزيوني الناجح للشباب «مسألة وقت»، ومثل فيه دور بنحاس جد إيدو ماركوفيتش.
وفي عام 1981، توفيت زوجته السابقة يميما. وفي نهاية حياته تزوج أفيتال ميلو، التي كانت تصغره بعقود. وأنجب منها ابنته الوحيدة الرسامة أورنا ميلو وحفيدته يميما.

## ذكراه
يمنح مسرح كاميري جائزة سنوية تخليدا لذكراه، وتُمنح لمخرج مسرحي متميز. واعتبارًا من يناير 2009، تم تسمية القاعة الكبرى للمسرح باسمه، وهي ثاني قاعة مسرح في إسرائيل تحمل اسم ميلو. وسبقتها القاعة الكبرى بمسرح حيفا.

## مسرحية أخرجها في مسرح كاميري
- مأساة فلورنتين - التي كتبها أوسكار وايلد - وترجمها ياميما ميلو - تم عرضها في مسرح كاميري في عام 1944.
- صباح في حديقة المدينة
- الحبيب
- شالوم بيت
- الظل
- بطل البصل وبطل الثوم
- خادم السيدين
- العالم الذي نعيش فيه - 1945.
- أنتيجون - جان أنويه - 1946.
- عدو الشعب - من تأليف هنريك إبسن - 1951.
- طرطوف لموليير - 1950.
- سيأتون غدًا - 1950.
- عزيزتي روث - 1949.
- حب يوفال أور - 1952.
- لمن علق البوق - 1952.
- جان دارك - بقلم برنارد شو - 1952.
- حساب جديد - 1954.
- الرجل الطيب من سيتشوان، بقلم برتولت بريخت - 1955.
- قبعة القش الإيطالية - 1956.
- ذهب إلى الحقول - 1956.
- الأميرة إيفون - 1970.
- منذ ذلك الحين وحتى اليوم
- الزفاف الدموي
- لن يأخذوا معك
- الفتاة المحايدة
- الكتاب من إشبيلية